# HC Žihadla Moravské Budějovice
HC Žihadla Moravské Budějovice (dříve HC Moravské Budějovice 2019) je český klub ledního hokeje, který sídlí v Moravských Budějovicích v Kraji Vysočina. Založen byl v roce 2005. Svůj současný název nese od roku 2021 po změně majetkové struktury klubu. Od sezóny 2020/21 působí ve Krajské lize Vysočiny, čtvrté české nejvyšší soutěži ledního hokeje. Klubové barvy jsou černá a žlutá.
Své domácí zápasy odehrává na zimním stadionu Moravské Budějovice s kapacitou 1 350 diváků.

## Historie ledního hokeje v Moravských Budějovicích (přehled)
Zdroj: 
- 1919 – zřízení kluziště na loukách pod Heřmanskými kopci pod hlavičkou místní vojenské posádky
- 1925 – zřízení sokolského kluziště na městských sádkách
- 70. léta a 80. léta 20. století – neúspěšné snahy o vznik umělé ledové plochy a založení zimního stadionu ve městě
- 1995 – vznik prvních plánů na vybudování zimního stadionu
- 2003 – zahájeno jednání o vzniku prvního zimního stadionu ve městě
- 2005 – dostavění a slavnostní otevření prvního zimního stadionu ve městě; v témže roce byl založen současný klub
- 2012 – koupě druholigové licence od benešovského Lva

## Historické názvy
Zdroj: 
- 2005 – HC Moravské Budějovice 2005 (Hockey Club Moravské Budějovice 2005)
- 2019 – HC Moravské Budějovice 2019 (Hockey Club Moravské Budějovice 2019)[3]
- 2021 – Moravskobudějovický HOKEJ
- 2023 – HC Žihadla Moravské Budějovice (Hockey Club Žihadla Moravské Budějovice)

## Přehled ligové účasti
Stručný přehled
Zdroj: 
- 2005–2007: Krajský přebor Jižní Moravy a Zlína (4. ligová úroveň v České republice)
- 2007–2012: Jihomoravská a Zlínská krajská liga (4. ligová úroveň v České republice)
- 2012–2013: 2. liga – sk. Střed (3. ligová úroveň v České republice)
- 2013–2015: 2. liga – sk. Západ (3. ligová úroveň v České republice)
- 2015–2016: 2. liga – sk. Východ (3. ligová úroveň v České republice)
- 2016–2018: 2. liga – sk. Střed (3. ligová úroveň v České republice)
- 2018–2019: 2. liga – sk. Jih (3. ligová úroveň v České republice)
- 2019–2020: 2. liga – sk. Východ (3. ligová úroveň v České republice)
- 2020–2021: Krajská liga Jižní Moravy a Zlína (4. ligová úroveň v České republice)
- 2021 : Krajská liga Vysočiny (4. ligová úroveň v České republice)

Jednotlivé ročníky
Zdroj: 
Legenda: ZČ – základní část, , červené podbarvení – sestup, zelené podbarvení – postup, fialové podbarvení – reorganizace, změna skupiny či soutěže
| Česko (2005 – ) |                                     |           |           |                                                       |                           |
| Sezóny          | Soutěž                              | Úroveň    | ZČ        | Play-off, nadstavba, sk. o udržení...                 | Poznámky                  |
| 2005/06         | Krajský přebor Jižní Moravy a Zlína | 4. úroveň | 6. místo  | Čtvrtfinále                                           |                           |
| 2006/07         | Krajský přebor Jižní Moravy a Zlína | 4. úroveň | 1. místo  | Vítěz; kvalifikace o 2. ligu – sk. B (2. místo)       | Změna názvu soutěže       |
| 2007/08         | Jihomoravská a Zlínská krajská liga | 4. úroveň | 1. místo  | Finále                                                |                           |
| 2008/09         | Jihomoravská a Zlínská krajská liga | 4. úroveň | 1. místo  | Vítěz                                                 | Kvalifikace               |
| 2009/10         | Jihomoravská a Zlínská krajská liga | 4. úroveň | 1. místo  | Vítěz                                                 | Kvalifikace               |
| 2010/11         | Jihomoravská a Zlínská krajská liga | 4. úroveň | 2. místo  |                                                       | Kvalifikace               |
| 2011/12         | Jihomoravská a Zlínská krajská liga | 4. úroveň | 1. místo  | Vítěz; baráž o 2. ligu (prohra)                       | Koupě licence od Benešova |
| 2012/13         | 2. liga – sk. Střed                 | 3. úroveň | 8. místo  | Čtvrtfinále (prohra 0:3 na zápasy s SHK Hodonín)      | Změna skupiny             |
| 2013/14         | 2. liga – sk. Západ                 | 3. úroveň | 7. místo  | Čtvrtfinále (prohra 1:3 na zápasy s SC Kolín)         |                           |
| 2014/15         | 2. liga – sk. Západ                 | 3. úroveň | 13. místo | Osmifinále (prohra 0:3 na zápasy s SC Kolín)          | Změna skupiny             |
| 2015/16         | 2. liga – sk. Východ                | 3. úroveň | 6. místo  | Čtvrtfinále (prohra 1:3 na zápasy s HC Technika Brno) | Změna skupiny             |
| 2016/17         | 2. liga – sk. Střed                 | 3. úroveň | 3. místo  | Semifinále (prohra 0:3 na zápasy s BK Havlíčkův Brod) |                           |
| 2017/18         | 2. liga – sk. Střed                 | 3. úroveň | 4. místo  | Semifinále (prohra 0:3 na zápasy s BK Havlíčkův Brod) | Změna skupiny             |
| 2018/19         | 2. liga – sk. Jih                   | 3. úroveň | 3. místo  | Finále (prohra 0:4 na zápasy s HC Baník Sokolov)      | Kvalifikace o 1. ligu     |
| 2019/20         | 2. liga – sk. Východ                | 3. úroveň | 9. místo  | Ne                                                    | Přesun licence            |
| 2020/21         | Jihomoravská a Zlínská krajská liga | 4. úroveň | –. místo  | sezóna zrušena kvůli pandemii covidu-19               | Změna skupiny             |
| 2021/22         | Krajská liga Vysočiny               | 4. úroveň | 3. místo  | Vítěz                                                 | Kvalifikace               |
| 2022/23         | Krajská liga Vysočiny               | 4. úroveň | 4. místo  | Finále                                                |                           |
| 2023/24         | Krajská liga Vysočiny               | 4. úroveň | 1. místo  | Finále                                                |                           |
| 2024/25         | Krajská liga Vysočiny               | 4. úroveň | 3. místo  | Vítěz                                                 | Kvalifikace               |

## HK Žihadla Moravské Budějovice

### Historie
V roce 2024 založil klub B-tým pod názvem HK Žihadla Moravské Budějovice, který přihlásil do stejné soutěže Krajské ligy Vysočiny. Rozhodnutí vytvořit druhý tým byl především udržet vlastní odchovance a hráče, kteří převýšili svůj věk a nemohli nastoupit v juniorské soutěži. Žihadla Moravské Budějovice nemá vlastní juniorský tým, proto se rozhodli vytvořit tým a doplnit mladé hráče z okolních týmu a doplněním zkušených hráčů. Hlavním hrajícím trenérem pro sezonu 2024/25 se stal zkušený útočník a vlastník klubu Peter Pucher.

### Přehled ligové účasti
Stručný přehled
Zdroj: 
- 2024 : Krajská liga Vysočiny (4. ligová úroveň v České republice)

Jednotlivé ročníky
Zdroj: 
Legenda: ZČ – základní část, , červené podbarvení – sestup, zelené podbarvení – postup, fialové podbarvení – reorganizace, změna skupiny či soutěže
| Česko (2024 – ) |                       |           |    |                                       |          |
| Sezóny          | Soutěž                | Úroveň    | ZČ | Play-off, nadstavba, sk. o udržení... | Poznámky |
| 2024/25         | Krajská liga Vysočiny | 4. úroveň |    |                                       |          |